# Coppa di Francia 2024-2025 (pallavolo maschile)
La Coppa di Francia 2024-2025, 41ª edizione della coppa nazionale maschile di pallavolo, si è svolta dal 26 novembre 2024 al 29 marzo 2025: al torneo hanno partecipato ventiquattro squadre di club francesi e la vittoria finale è andata per la seconda volta al Tourcoing.

## Formula
La formula ha previsto primo turno, ottavi di finale, quarti di finale, semifinali e finale, giocate con gara unica.

## Squadre partecipanti
- ASI
- Arago de Sète
- Avignon
- Cambrai
- Cannes
- Chaumont
- Conflans
- Fréjus

- Gazélec Ajaccio
- Grand Nancy
- Martigues
- Montpellier
- Narbonne
- Nice
- Paris
- Plessis-Robinson

- Reims
- Royan Atlantique
- Saint-Nazaire
- Saint-Quentin
- Spacer's Toulouse
- Stade Poitevin
- Tourcoing
- Tours

## Torneo

### Tabellone
|  | Ottavi di finale  | Ottavi di finale |  |  | Quarti di finale  | Quarti di finale |                   |   | Semifinali  | Semifinali |             |   | Finale | Finale |  |
|  |                   |                  |  |  |                   |                  |                   |   |             |            |             |   |        |        |  |
|  | Paris             | 0                |  |  |                   |                  |                   |   |             |            |             |   |        |        |  |
|  | Tourcoing         | 3                |  |  | Tourcoing         | 3                |                   |   |             |            |             |   |        |        |  |
|  | Royan Atlantique  | 1                |  |  | Stade Poitevin    | 0                |                   |   |             |            |             |   |        |        |  |
|  | Stade Poitevin    | 3                |  |  |                   |                  |                   |   | Tourcoing   | 3          |             |   |        |        |  |
|  | Plessis-Robinson  | 0                |  |  |                   |                  | Spacer's Toulouse | 2 |             |            |             |   |        |        |  |
|  | Spacer's Toulouse | 3                |  |  | Spacer's Toulouse | 3                |                   |   |             |            |             |   |        |        |  |
|  | Saint-Nazaire     | 3                |  |  | Saint-Nazaire     | 0                |                   |   |             |            |             |   |        |        |  |
|  | Narbonne          | 2                |  |  |                   |                  |                   |   | Tourcoing   | 3          |             |   |        |        |  |
|  | Cannes            | 0                |  |  |                   |                  |                   |   |             |            | Montpellier | 2 |        |        |  |
|  | Montpellier       | 3                |  |  | Montpellier       | 3                |                   |   |             |            |             |   |        |        |  |
|  | Fréjus            | 0                |  |  | Tours             | 0                |                   |   |             |            |             |   |        |        |  |
|  | Tours             | 3                |  |  |                   |                  |                   |   | Montpellier | 3          |             |   |        |        |  |
|  | Saint-Quentin     | 1                |  |  |                   |                  | Chaumont          | 0 |             |            |             |   |        |        |  |
|  | ASI               | 3                |  |  | ASI               | 0                |                   |   |             |            |             |   |        |        |  |
|  | Gazélec Ajaccio   | 2                |  |  | Chaumont          | 3                |                   |   |             |            |             |   |        |        |  |
|  | Chaumont          | 3                |  |  |                   |                  |                   |   |             |            |             |   |        |        |  |

### Risultati

#### Primo turno
| 26 novembre 2024 Gymnase Pierre Bérégovoy, Conflans Durata: 1h:16 - Spettatori: ?               | Conflans      | 0 - 3 | Fréjus           | 10-25, 20-25, 20-25               |
| 26 novembre 2024 Palais omnisports de Champfleury, Avignone Durata: 2h:16 - Spettatori: ?       | Avignon       | 2 - 3 | Royan Atlantique | 25-27, 25-22, 25-17, 25-27, 12-15 |
| 26 novembre 2024 Parc des Sports, Vandœuvre-lès-Nancy Durata: 1h:28 - Spettatori: ?             | Grand Nancy   | 0 - 3 | Gazélec Ajaccio  | 23-25, 21-25, 20-25               |
| 26 novembre 2024 Palais des Sports Pierre Ratte, San Quintino Durata: 1h:18 - Spettatori: 1 000 | Saint-Quentin | 3 - 0 | Reims            | 25-22, 25-17, 25-22               |
| 26 novembre 2024 Palais des Victoires, Cannes Durata: 1h:58 - Spettatori: 337                   | Cannes        | 3 - 1 | Nice             | 26-24, 25-12, 23-25, 25-22        |
| 26 novembre 2024 Salle Jean-Marie Vanpoulle, Cambrai Durata: 2h:13 - Spettatori: 1 325          | Cambrai       | 2 - 3 | Stade Poitevin   | 19-25, 25-21, 18-25, 25-21, 11-15 |
| 26 novembre 2024 Salle Pierre Favre, Saint-Jean-d'Illac Durata: 1h:36 - Spettatori: 260         | ASI           | 3 - 0 | Arago de Sète    | 25-23, 26-24, 25-22               |
| 26 novembre 2024 Gymnase Julien Olive, Martigues Durata: 1h:14 - Spettatori: 740                | Martigues     | 0 - 3 | Narbonne         | 19-25, 21-25, 23-25               |

#### Ottavi di finale
| 7 gennaio 2025 Palais des Sports Pierre Ratte, San Quintino Durata: 1h:53 - Spettatori: 600 | Saint-Quentin    | 1 - 3 | ASI               | 16-25, 23-25, 27-25, 20-25        |
| 7 gennaio 2025 Salle des Sports Sainte-Croix, Fréjus Durata: 1h:17 - Spettatori: 732        | Fréjus           | 0 - 3 | Tours             | 20-25, 16-25, 21-25               |
| 7 gennaio 2025 Espace Cordouan, Royan Durata: 1h:41 - Spettatori: 1 104                     | Royan Atlantique | 1 - 3 | Stade Poitevin    | 25-22, 15-25, 15-25, 18-25        |
| 7 gennaio 2025 Salle Pierre Charpy, Parigi Durata: 1h:21 - Spettatori: 722                  | Paris            | 0 - 3 | Tourcoing         | 22-25, 20-25, 13-25               |
| 7 gennaio 2025 U Palatinu, Ajaccio Durata: 2h:00 - Spettatori: 1 000                        | Gazélec Ajaccio  | 2 - 3 | Chaumont          | 23-25, 25-22, 25-18, 21-25, 13-15 |
| 7 gennaio 2025 Palais des Victoires, Cannes Durata: 1h:25 - Spettatori: 355                 | Cannes           | 0 - 3 | Montpellier       | 23-25, 19-25, 23-25               |
| 7 gennaio 2025 Espace Omnisports, Le Plessis-Robinson Durata: 1h:27 - Spettatori: 402       | Plessis-Robinson | 0 - 3 | Spacer's Toulouse | 32-34, 22-25, 20-25               |
| 7 gennaio 2025 Gymnase Pierre de Coubertin, Saint-Nazaire Durata: 2h:31 - Spettatori: 843   | Saint-Nazaire    | 3 - 2 | Narbonne          | 30-32, 25-23, 19-25, 25-16, 15-11 |

#### Quarti di finale
| 4 febbraio 2025 Palais des Sports André-Brouat, Tolosa Durata: 1h:29 - Spettatori: 1 730 | Spacer's Toulouse | 3 - 0 | Saint-Nazaire  | 25-23, 25-23, 25-20 |
| 4 febbraio 2025 Stab Vélodrome de Roubaix, Roubaix Durata: 1h:30 - Spettatori: 605       | Tourcoing         | 3 - 0 | Stade Poitevin | 25-19, 25-19, 27-25 |
| 4 febbraio 2025 Palais Chaban-Delmas, Castelnau-le-Lez Durata: 1h:30 - Spettatori: 1 376 | Montpellier       | 3 - 0 | Tours          | 25-18, 27-25, 25-20 |
| 4 febbraio 2025 Salle Pierre Favre, Saint-Jean-d'Illac Durata: 1h:09 - Spettatori: 480   | ASI               | 0 - 3 | Chaumont       | 21-25, 13-25, 14-25 |

#### Semifinali
| 4 marzo 2025 Stab Vélodrome de Roubaix, Roubaix Durata: 2h:19 - Spettatori: 1 029     | Tourcoing   | 3 - 2 | Spacer's Toulouse | 25-19, 20-25, 25-20, 25-27, 15-12 |
| 4 marzo 2025 Palais Chaban-Delmas, Castelnau-le-Lez Durata: 1h:25 - Spettatori: 1 802 | Montpellier | 3 - 0 | Chaumont          | 25-15, 25-19, 25-18               |

#### Finale
| 29 marzo 2025 Le Colisée, Chartres Durata: 2h:20 - Spettatori: ? | Tourcoing | 3 - 2 | Montpellier | 25-23, 23-25, 25-22, 22-25, 15-11 |